# Hippodrome Niamey
Der Hippodrome (Aussprache: [ˌipɔˈdʁɔm]) ist eine Sportanlage für Pferde- und Kamelrennen in Niamey in Niger.

## Anlage
Der Hippodrome liegt im Arrondissement Niamey IV am Boulevard du 15 Avril, der Verbindungsstraße zwischen dem Stadtzentrum und dem Flughafen Niamey. Direkt nordwestlich der Rennbahn befindet sich der Bahnhof Niamey. Im Nordosten beginnt der Grüngürtel von Niamey. Die angrenzenden Stadtviertel im Südosten und Südwesten sind Talladjé und Gamkalley Golley.
Die Anlage weist vier Rennstrecken auf: über 1600 Meter, 2000 Meter und 2400 Meter für Pferderennen und über 2500 Meter für Kamelrennen. Die Strecken bestehen aus Sand. Rennen finden üblicherweise jedes Wochenende statt.

## Geschichte
Bis 1958 befand sich der Hippodrome näher am Stadtzentrum auf dem Gelände des späteren Stade municipal de Niamey. An seine frühere Lage erinnert der Ortsname des Stadtviertels Lacouroussou, eine Abwandlung des französischen Begriffs la course für „die Rennstrecke“.
Der Hippodrome an seinem heutigen Standort wurde 1961 von Staatspräsident Hamani Diori eröffnet. Während der Spiele der Frankophonie 2005 war der Hippodrome Veranstaltungsort einer Fantasia vor rund 60.000 Zuschauern.